# 雪宧繡譜
《雪宧繡譜》，刺繡技法論著，1919年刊印，是民國初年刺繡名家沈壽遺著，為她畢生刺繡經驗總結。

## 緣由
沈壽重病臥床時，實業家張謇懼其藝之不傳，便在延請名醫為其治病期間，由沈壽口述，張謇記錄整理其刺繡藝術經驗，歷經數月，寫成此書。
張謇在繡譜序言中說：「積數月而成此譜，且復問，且加審，且易稿，如是者再三，無一字不自謇書，實無一語不自壽出也。」

## 內容
分繡備、繡引、針法、繡要、繡品、繡德、繡節、透通共八章。其中以針法為重點。沈壽將蘇繡針法系統地分成十八種：齊針、搶針（正搶、反搶）、單套針、雙套針、扎針、舖針、刻鱗針、肉入針、羼針、接針、繞針、刺針、扯針、施針、旋針、散整針、打子針等，並簡述每種針法的線條組織形式及針法運用中的注意事項，從線與色的運用，刺繡的要點到藝人應有的品德修養，以至保健衛生，都有比較完整的闡述。

## 出版
1919年由南通翰墨林書局出版，之後又譯成英文版，取名《Principles and Stitchings of Chinese Embroidery》。1927年江蘇武進涉園重印此書。